# 40 Haramiler
40 Haramiler é um nome de uma parada musical da rádio Radyo ODTÜ da Turquia com as 40 músicas mais tocadas da semana.